# Grésy-sur-Aix
Grésy-sur-Aix là một xã thuộc tỉnh Savoie trong vùng Rhône-Alpes ở đông nam nước Pháp. Xã này nằm ở khu vực có độ cao từ 253-620 mét trên mực nước biển. Cự ly 4 km so với Aix-les-Bains.